# Эдвардс (колледж)
Эдвардс-колледж (англ. Edwardes College, з.-пандж. ایڈورڈز کالج، پشاور) — старейшее высшее учебное заведение в Пешаваре, столице провинции Хайбер-Пахтунхва в Пакистане. Колледж входит в университет Пешавара. В нём обучается около 3000 студентов на факультетах естественных и гуманитарных наук, искусствоведения, управления бизнесом, информационных технологий.
Выпускники получают степени бакалавра искусств (B.A.), бакалавра наук (B.Sc.), бакалавра информационных технологий (B.S.C.) и магистра делового администрирования (M.B.A.), присуждаемые университетом Пешавара. Эдвардс-колледж также предлагает обучающимся программу по повышению квалификации на факультетах искусств (F.A.) и естественных наук (F.Sc.) через Совет начального и среднего образования провинции Хайбер-Пахтунхва. Высший национальный диплом (H.N.D.) по британской программе в сфере бизнеса и информационных технологий предлагает студентам на третий год обучение в одном из университетов Великобритании, США или Австралии.
Со дня основания в Эдвардс-колледже обучались только мужчины. С 2000 года в него стали принимать также женщин. В настоящее время в нём обучается около 200 женщин, причем число их, как ожидается, со временем увеличится. Женщины есть и среди преподавателей колледжа. Большое внимание в учебном заведении уделяется не только обучению, но и жизни студентов, которая включает в себя свободу вероисповедания для людей всех конфессий, спортивные соревнования, общество дебатов, театральные постановки и студенческие периодические издания. В колледже есть хостел для студентов-мужчин на 200 человек.

## История
Церковное миссионерское общество основало Миссионерский церковный колледж в 1900 году, повысив статус средней школы Эдвардса, которая была основана в 1855 году обществом как первый институт западного школьного образования в северо-западном приграничном регионе Британской Индии. В течение многих лет колледж был единственным высшим учебным заведением на северо-западной границе колонии. Сэр Герберт Эдвардс, чьим именем были названы школа и колледж, был британским колониальным администратором и военным.
Первое крупное здание колледжа, ныне известное, как Старый зал, было построено в 1910 году в могольском стиле. Позднее в этом же архитектурном стиле было построено ещё несколько зданий колледжа. Среди известных посетителей Эдвардс-колледжа были Мухаммад Али Джинна, Махатма Ганди и бывший архиепископ Кентерберийский Роуэн Уильямс. Вначале научные степени выпускникам учебного заведения присуждались в Пенджабском университете. С 1952 года они присуждаются университетом Пешавара.

## Известные выпускники
- Капур, Притхвирадж — актёр
- Хан, Хан Абдул Джаббар[англ.] — политик
- Хан, Хан Хабибулла[англ.] — политик
- Хан, Салим Сайфулла[англ.] — политик
- Ахсан, Хасиб[англ.] — игрок в крикет
- Африди, Джавид[англ.] — бизнесмен
- Гаюр, Сафват — генерал
- Фараз, Ахмад — поэт
- Хан, Ваджид[англ.] — политик